# 青森市立大野小学校
青森市立大野小学校（あおもりしりつ おおのしょうがっこう）は青森県青森市の公立小学校。なお、本項では、金沢小学校に統合された（旧）大野小学校の沿革についても記述する。

## 沿革

### （旧）大野小学校
- 1876年（明治9年）10月 - 陸奥国津軽郡大野村大野小学校として発足。
- 1877年（明治10年）
  - 1月 - 大野下等小学と改称。
  - 9月 - 校舎校舎増築。
- 1880年（明治13年）7月 - 大野尋常小学校と改称。
- 1882年（明治15年） - 大野小学校と改称。
- 1887年（明治20年）
  - 1月16日 - 校舎落成記念式典挙行（大野字若宮76番1号）。
  - 4月 - 大野尋常小学校と再改称。
- 1894年（明治27年）
  - 9月10日 - 校舎類焼。村社稲荷神社を仮校舎に充てる。
  - 11月29日 - 校舎落成記念式典挙行。
- 1900年（明治33年）7月14日 - 校舎増築。
- 1901年（明治34年）5月1日 - 高等科を併置し、大野尋常高等小学校と改称。
- 1904年（明治37年）5月27日 - 校舎増築。
- 1912年（明治45年）5月 - 児童保護者会結成。
- 1917年（大正6年）9月30日 - 校舎新築落成記念式典挙行。
- 1925年（大正14年）
  - 7月7日 - 幼稚園併設。
  - 10月10日 - 校旗樹立、校章制定。
  - 11月21日 - 幼稚園後援会結成。
- 1933年（昭和8年）4月1日 - 高等科1学級増。
- 1935年（昭和10年）
  - 4月1日 - 尋常科1学級増。
  - 12月15日 - 1教室増築。
- 1941年（昭和16年）4月1日 - 国民学校令により、大野国民学校と改称。
- 1945年（昭和20年）3月31日 - 幼稚園廃止。
- 1947年（昭和22年）
  - 4月1日 - 学校教育法施行（学制改革）により、大野村立大野小学校と改称。同日、大野中学校を併置し、高等科生を中学校に移籍。
  - 6月28日 - PTA結成。
- 1948年（昭和23年）
  - 7月29日 - 大野中学校独立校舎が、新築落成し、移転する。
  - 11月9日 - 校舎焼失。
- 1949年（昭和24年）12月17日 - 新校舎竣工。
- 1954年（昭和29年）5月3日 - 大野村が青森市に合併された為、青森市立大野小学校と改称。
- 1955年（昭和30年）
  - 6月24日 - 校歌制定。
  - 7月3日 - 講堂落成兼創立80周年記念式典挙行。
- 1968年（昭和43年）4月30日 - 金沢小学校の新設開校に伴い、金沢小学校に統合。本校は、金沢小学校第二校舎となる（名目上の閉校）。
- 1969年（昭和44年）11月4日 - 第二校舎の児童を本校に移転し、第二校舎は閉鎖された（名実共閉校）。なお、旧大野小学校校舎は、1982年（昭和57年）まで、大野公民館として利用されていた[5]。

### （現）大野小学校
- 1980年（昭和55年）
  - 4月1日 - 金沢小学校（448名）、浜田小学校（178名）の両小学校の一部学区を統合し、更に他校からの転入生34名と新入生128名の計788名、21学級、職員30名で開校。
  - 6月1日 - 校章制定。
  - 12月16日 - 体育館竣工。
- 1981年（昭和56年）
  - 2月22日 - 開校記念式典挙行。校旗樹立、校歌制定。
  - 11月30日 - 給食調理室竣工。
- 1982年（昭和57年）7月31日 - 水泳プール竣工。
- 1983年（昭和58年）
  - 2月4日 - 開校記念碑『かおれ四季の風美しく』を建立。
  - 11月1日 - 校庭に夜間照明設備とスポーツハウス設置。
- 1984年（昭和59年）9月9日 - 創立5周年記念大野祭開催。
- 1987年（昭和62年）
  - 3月13日 - 大野っ子の未来像、タイムカプセル完成。
  - 5月8日 - 理科教材園開設。

## 学区
大野（字前田、字玉島、字若宮）、浦町字橋本、桂木1丁目、桂木2丁目、緑1丁目、緑2丁目の一部、青葉1丁目、青葉2丁目の一部、荒川（字成瀬の一部、字藤戸の一部）、東大野1丁目、東大野2丁目

## 児童数
2024年（令和6年）5月15日時点
| 学年 | 1年 | 2年 | 3年 | 4年 | 5年 | 6年 | 特別支援 | 合計 |
| ---- | --- | --- | --- | --- | --- | --- | -------- | ---- |
| 学級 | 3   | 3   | 3   | 3   | 3   | 3   | 4        | 22   |
| 児童 | 90  | 83  | 85  | 92  | 92  | 80  | 16       | 538  |

## 部活動
2021年（令和3年）度より、クラブ化された。
- ミニバスケットボール
- バレーボール

## 進学先中学校
出典
- 青森市立南中学校 - 大野地区を除く地域から通う児童の主な進学先。
- 青森市立甲田中学校 - 大野地区から通う児童の主な進学先。

## アクセス
- 青森市営バス「大野十文字」バス停から、徒歩約440 m・約7分。
- 青森自動車道青森中央ICから、車で約1.8 km・約3分。
- 青森空港から、
  - JRバス東北青森空港線で、「大野十文字」バス停まで27分、下車後徒歩。
  - 車で、約10.5 km・約20分。
- 高速バスあすなろ号「青森大野」バス停（青森市営バス「大野十文字」バス停と同一）下車後徒歩。
  - JRバス青森空港線・高速バスあすなろ号は、青森市内方面からの利用は不可。

## 参考資料
- 『新青森市史 別編教育（別巻） 年表・学校沿革』（青森市・2000年3月発行）「学校沿革 （一）小学校」
  - 214頁「大野小学校 変遷」（現大野小学校）
  - 169頁「金沢小学校」内「●大野小学校」（旧大野小学校）